# Pseudapanteles luisguillermosolisi
Pseudapanteles luisguillermosolisi (лат.) — вид наездников рода Pseudapanteles из семейства Braconidae (Ichneumonoidea). Эндемик Нового Света.

## Распространение
Центральная Америка: Коста-Рика.

## Описание
Мелкие паразитические наездники, длина тела от 2,4 до 2,5 мм, длина переднего крыла от 2,6 до 2,7 мм. Основная окраска коричнево-чёрная, клипеус и жвалы жёлтые. Метасома желтовато-оранжевого цвета. Ширина 2-го тергита у заднего края равна 2,3—2,4 его длины. Одиночные паразитоиды гусениц мелких молевидных бабочек. Вытянутые глоссы апикально раздвоенные, проподеум с продольным килем. Вид был впервые описан в 2014 году американскими энтомологами: Хосе Фернандес-Триана (Jose L. Fernandez-Triana; Canadian National Collection of Insects, Оттава, and Biodiversity Institute of Ontario, University of Guelph, Гуэлф, Канада) и Джеймсом Витфилдом (James B. Whitfield; Иллинойсский университет, Эрбана, штат Иллинойс, США). Вид обладает сходством с Pseudapanteles margaritapenonae.
Видовое название дано в честь Луиса Гильермо Солиса (Sr. Luis Guillermo Solis, президента Коста-Рики с 2014 года) за поддержку исследования биоразнообразия Коста-Рики и программы ACG (Area de Conservación Guanacaste).